# Коллинз, Энтони
Джон Антони Коллинз (англ. John-Anthony Collins; 1676—1729, Лондон) — последователь и друг Локка, философ материалист и деист.

## Биография
Стал известен после сочинения «Рассуждения о свободомыслии» (англ. «A discourse on freethinking») (1713; фр. перев. 1714), в котором защищал свободу мысли: в первой части доказываются права и необходимость свободного мышления вообще, во второй — неограниченность права свободной мысли в религиозной области; третья часть посвящена полемике с иными авторами. Приводил аргументы против бессмертия души и существования свободы воли у человека.
Другое известное сочинение Коллинза «A discourse of the grounds and reasons of the Christian religion» (анонимно, 1724) направлено на опровержение достоверности Нового Завета. В этом сочинении Коллинз пытается показать, что христианская религия построена на ложных посылках. Например, пророчества являются записью не будущих событий, а прошлых. Особое внимание в связи с этим Коллинз уделяет анализу книги пророка Даниила.
Сочинения Коллинза не остались незамеченными современниками. В качестве его оппонента выступило несколько профессоров (самый известный — доктор Шерлок) и один епископ.